# Granotoma
Granotoma é um gênero de gastrópodes pertencente a família Mangeliidae.

## Espécies
- Granotoma albrechti (Krause, 1885)
- Granotoma dissoluta (Yokoyama, 1926)
- Granotoma kobelti (Verkrüzen, 1876)
- Granotoma krausei (Dall, 1887)
- Granotoma tumida (Posselt, 1898)

Espécies trazidas para a sinonímia
- Granotoma raduga (Bogdanov, I.P., 1985): sinônimo de Oenopota raduga Bogdanov, 1985